# Adoncholaimus aralensis
Adoncholaimus aralensis är en rundmaskart som beskrevs av Nikolai Nikolaievich Filipjev 1924. Adoncholaimus aralensis ingår i släktet Adoncholaimus och familjen Oncholaimidae. Inga underarter finns listade i Catalogue of Life.